# Станків
Ста́нків — село в Україні, у Стрийському районі Львівської області. Населення становить 1145 осіб. Орган місцевого самоврядування — Моршинська міська рада.

## Походження назви
Первісна назва Станкова звучала трохи інакше — Станьків. Але внаслідок змін у правописі офіційна назва села тепер Станків. Існує легенда, що так називалося поселення людей, котрі втікали від монголо-татарських навал у непрохідні ліси чи болота. Ці групи втікачів називали себе «стан», загін. Напевне тому в Галичині є декілька сіл з подібною назвою: Станків, Станкова, Станківці. Перший монголо-татарський похід на наші землі датується 1241 роком. Якщо легенда про походження назви села Станків справді пов'язана з нападом монголо-татар, то, очевидно, поштовх до його заснування мусив дати якийсь з найперших походів, бо вперше село згадується в історичних документах в XV столітті.

## Географія

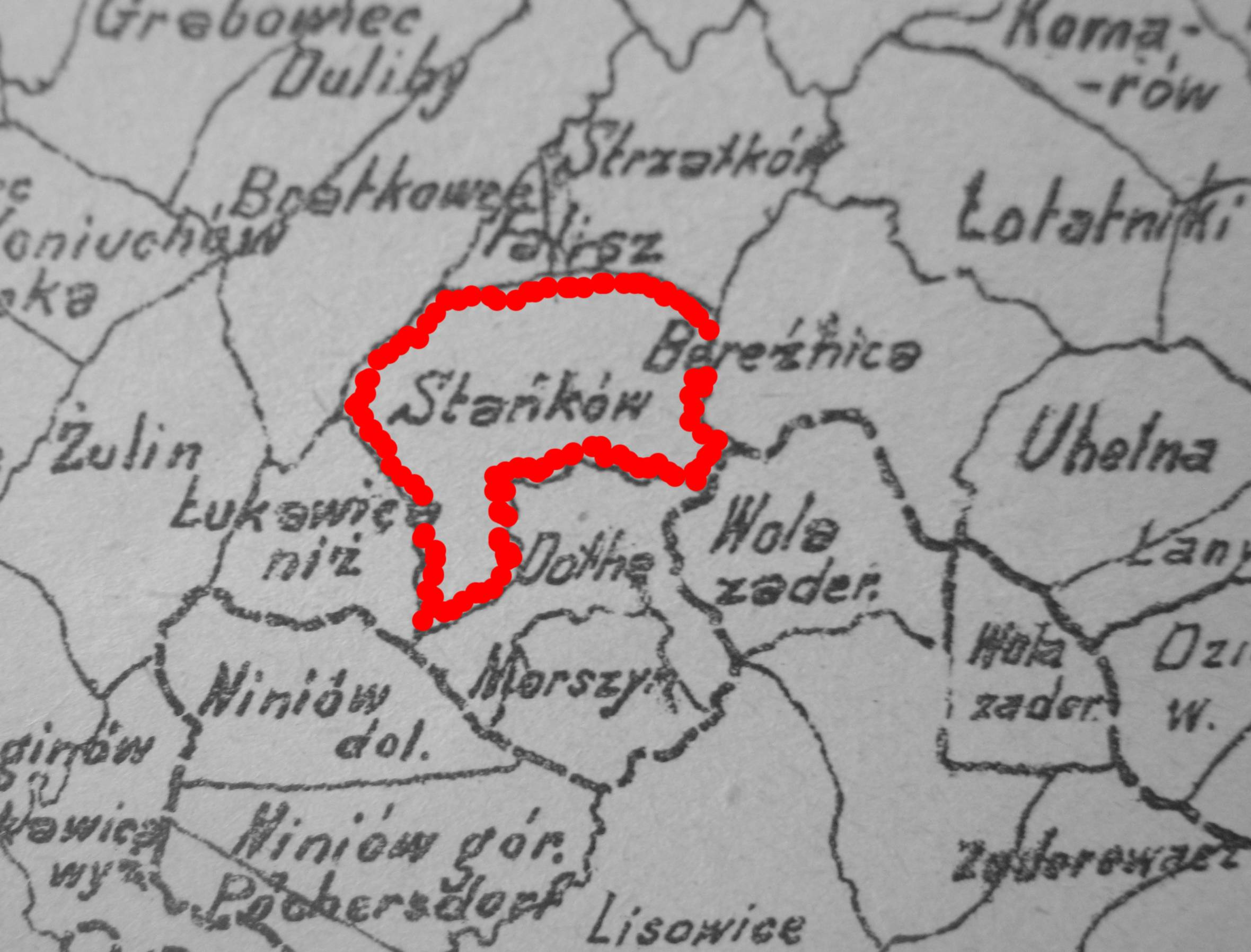
Межі села Станків. Фрагмент карти: Józef Buzko. Mapa poglądowa gmin politycznych Galicyi według stanu z 31 grudnia 1900 r. — Lwów, 1901.

### Розташування і фізична географія
Село Станків розташоване на Прикарпатті, у південно-східній частині Львівської області, на південь від районного центру міста Стрий. Від Стрия віддалене на 7 км, від Дрогобича — на 39 км, від Львова — на 83 км.
Станків межує: на сході із селами Бережниця, Воля-Задеревацька, на півдні — із селом Довге, на південному заході — із селом Нижня Лукавиця, на заході — із селом Братківці, на півночі — із селом Фалиш, на північному сході — із селом Стрілків.
На схід від Станкова над річкою Бережницею знаходиться хутір Пила, приналежний до Станківської сільської ради. Між Пилою і власне Станковом іде залізниця Стрий — Болехів — Івано-Франківськ. Через саме село проходить шосейна дорога («гостинець») — автошлях Н 10 — автомобільний шлях національного значення Стрий — Івано-Франківськ — Чернівці — пропускний пункт Мамалига — Кишинів.

### Клімат
Клімат помірно континентальний з м'якою зимою і теплим літом. Середня температура січня — −4 °C, липня — +18,0 °C. Річна сума опадів — 750—800 мм. Більшість опадів припадає на літні місяці. Станків знаходиться у вологій помірно-теплій агрокліматичній зоні. Істотний вплив на клімат села має його розташування в передгір'ї Карпат. Клімату Станкова притаманна висока вологість повітря (взимку — 70-80 %, влітку — 85 %) і понижений атмосферний тиск (725—745 мм ртутного стовпчика).
| Клімат Станкова         | Клімат Станкова | Клімат Станкова | Клімат Станкова | Клімат Станкова | Клімат Станкова | Клімат Станкова | Клімат Станкова | Клімат Станкова | Клімат Станкова | Клімат Станкова | Клімат Станкова | Клімат Станкова | Клімат Станкова |
| Показник                | Січ.            | Лют.            | Бер.            | Квіт.           | Трав.           | Черв.           | Лип.            | Серп.           | Вер.            | Жовт.           | Лист.           | Груд.           | Рік             |
| Абсолютний максимум, °C | 13,8            | 17,7            | 22,4            | 28,2            | 32,2            | 33,4            | 37,0            | 35,1            | 31,0            | 25,3            | 20,3            | 16,5            | 36,0            |
| Середній максимум, °C   | −0,4            | 1,1             | 6,1             | 12,8            | 18,8            | 21,5            | 22,9            | 22,7            | 17,9            | 12,3            | 5,5             | 1,2             | 11,9            |
| Середня температура, °C | −4              | −2,3            | 1,7             | 7,8             | 13,3            | 16,1            | 18,0            | 17,0            | 12,8            | 7,7             | 2,3             | −1,5            | 7,4             |
| Середній мінімум, °C    | −6,4            | −5,4            | −1,8            | 3,4             | 8,2             | 11,2            | 12,6            | 12,2            | 8,5             | 4,0             | −0,4            | −4,2            | 3,5             |
| Абсолютний мінімум, °C  | −28,5           | −30             | −24,8           | −12,1           | −5              | 0,5             | 4,5             | 2,6             | −3              | −13,2           | −17,6           | −25,6           | −29,5           |
| Норма опадів, мм        | 42              | 43              | 43              | 51              | 77              | 98              | 102             | 76              | 58              | 47              | 46              | 57              | 740             |
| ----------------------- | --------------- | --------------- | --------------- | --------------- | --------------- | --------------- | --------------- | --------------- | --------------- | --------------- | --------------- | --------------- | --------------- |

### Геологія
Сучасний рельєф Станкова сформувався в різних умовах, а тому має різну геологічну будову. Рельєф Станкова — горбиста рівнина, з чергуванням межиріч і улоговин. Пагорби мають загальний схил до Жижави, куди стікають струмки з ярів. Горбисті пасма, поділені численними ярами, мають загальний напрям схилу із північного сходу на захід і південь. Контури височин м'які, пологі. Середня висота над рівнем моря становить 340 м. Найвища точка Станкова — 360 м над рівнем моря.

Станків на польській топографічній карті, 1 : 100 000

Територія Станкова знаходиться у Бориславсько-Покутському покриві Передкарпатського прогину і належить до геоморфологічного району акумулятивних терасових межирічь і долин Середнього Передкарпаття геоморфологічної області Передкарпаття Карпатської провінції.
Геологічна будова Станкова характеризується присутністю відкладів починаючи з палеозою. Четвертинні відклади на території Станкова є наймолодшими геологічними нашаруваннями. Найпоширеніші алювіальні, алювіально-делювіальні та флювіогляціальні утворення. Значна їх товща знаходиться на горбах. На схилах горбів виявлено досить потужні товщі дрібної гальки наносного походження. Післяльодовикові і сучасні алювіальні відклади поширені в долинах річок Жижава і Бережниця у межах сучасних заплавних терас.
Ґрунти дерново-підзолисті поверхнево-оглеєні.

### Гідрографія
Гідрографію Станкова утворюють річки Жижава, Бережниця та чисельні струмки — притоки цих річок. У західній частині села протікає річка Жижава, а у східній — Бережниця. Річки Жижава і Бережниця — притоки річки Стрий, котра, у свою чергу, є притокою Дністра. Річний хід рівня цих річок характеризується порівняно невисоким весняним паводком, нестійкою літньо-осінньою меженню та високими дощовими паводками. Великих природних озер в Станкові немає, натомість існують в середині та на околиці села великі штучні водойми — стави.

### Флора

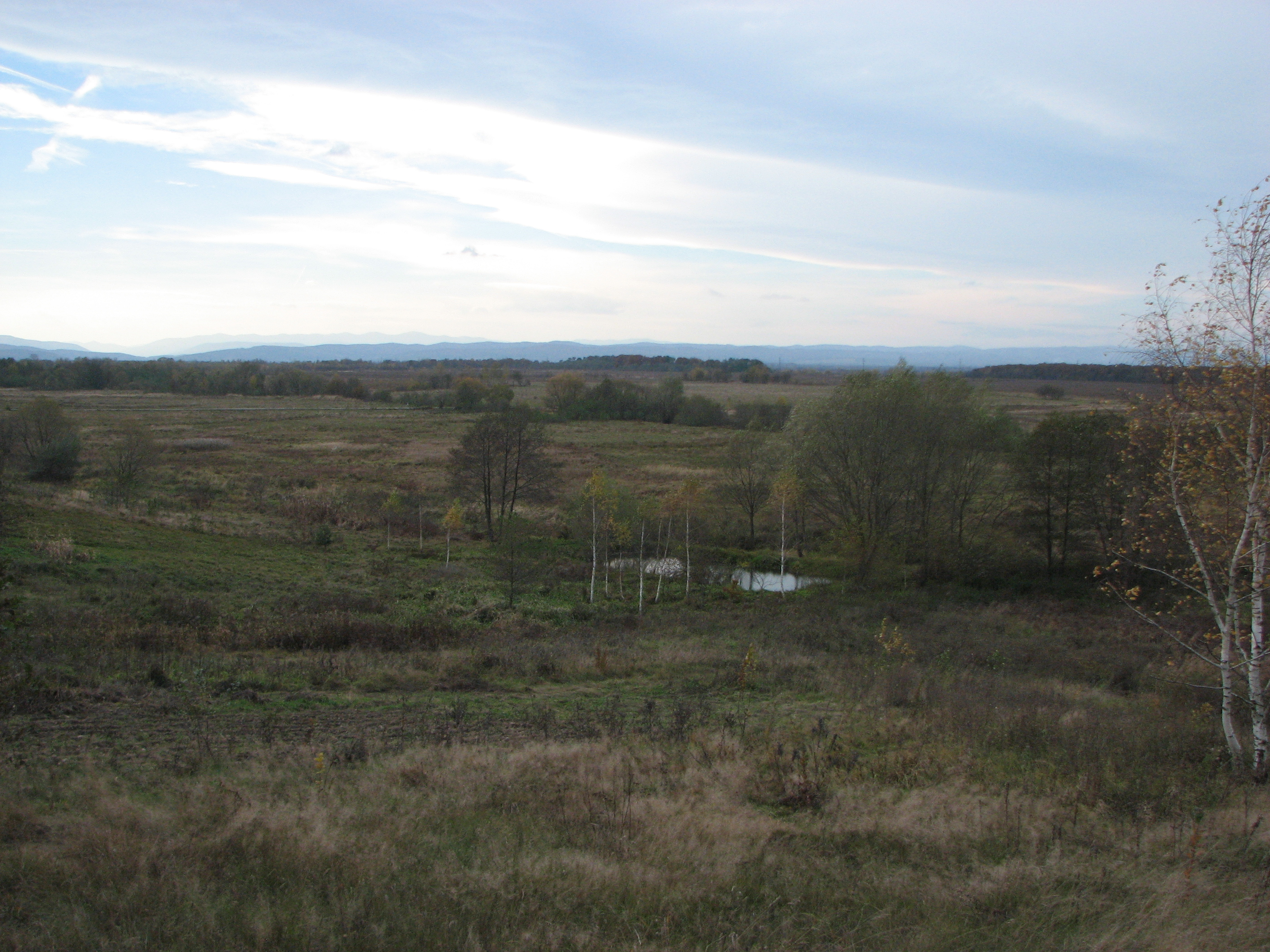
Осінній краєвид Станкова: вигляд західної частини.

Формування рослинного світу Станкова відбулося в плейстоцені та голоцені четвертинного періоду. У творенні сучасної рослинності Станкова також брали участь релікти третинного періоду (широколистяні деревні види).
Угіддя Станкова поділяються на такі типи: листяні ліси, мішані ліси, орні землі, сіножаті, болота. Природна рослинність Станкова збереглася приблизно на третині території.
Переважаючим рослинним типом в Станкові є ліси. Основними лісотвірними породами широколистяних лісів є дуб звичайний, бук лісовий, граб звичайний. У мішаних лісах поруч ростуть смерека європейська, ялиця, дуб, береза, осика, рідше бук. В XVII–XVIII століттях в Станкові на значних площах було знищено дубові ліси задля виробництва поташу. Про їх існування свідчать топоніми полів: Дуброва, Копані. У радянський період було повністю знищено дубовий ліс — Дубрівки, а також значну кількість дубів у навколишніх лісах, у яких тепер їх заміняють дубово-березові та дубово-осикові насадження (у тому числі дуба червоного, або канадського). Діброви в Станкові у теперішній час знаходяться в Гудаковому Потоці, а також поширені в лісах у східній та південній частині села. Вони утворюють комплекси з дубово-буково-грабовими лісами.
Друге місце за розповсюдженням займають березово-осикові ліси, які поширені на супіщаних ґрунтах в долинах та на схилах ярів.

### Фауна
У 1970-1980-х роках внаслідок господарської діяльності місцевого колгоспу (зокрема, інтенсивне використання пестицидів) тваринний світ Станкова зазнав чисельних втрат. Однак в 2000-х роках фауна Станкова поступово відновилася, чому сприяли розпад місцевого колективного господарства, а також істотне зменшення площі розорюваних полів. У 2000-х роках спостерігалося «вибухове» зростання чисельності іксодових кліщів, що в свою чергу зумовлене збільшенням кількості гризунів. Також значно збільшились популяції плазунів (особливо вужа звичайного), земноводних та птахів.
Чисельними є свійські тварини: зокрема, з середини 2000-х років значного поширення набула в'єтнамська свиня.
В Станкові та його околицях майже зовсім зникли гадюка звичайна та мідянка.
У 1950-их роках внаслідок проведення колективізації в Станкові повністю зникла сіра українська порода, яку використовували як волів.

## Історія

### Історія територіально-адміністративної приналежності Станкова

Станків у 1772 р. Фрагмент карти: Rizzi Zannoni, G. Carte de la Pologne, divisée par provinces et palatinats et subdivisée par districte. — Paris, 1772.

- до 1772 — безперервно перебував під владою Королівства Польського.
  - 1434–1772 — належав до Королівства Польського,Шаблон:Прапор Руського воєводстваРуського воєводства,Перемиської землі, Стрийського староства.

Станків на карті «Королівство Галичина і Володимирія…» Фрагмент карти: Regna Galiciae et Lodomeriae…/ curante Iosepho Liesganig. — Wien, [1790].

- 1772–1867 — належав до Австрійської імперії, Королівство Галичини та Володимирії, Стрийського округу.
- 1867–1918 — належав до Австро-Угорської імперії , Королівства Галичини і Володимирії, Стрийського округу, Станківська ґміна.
- 1918–1919 — перебував у складі Західноукраїнської Народної Республіки, Стрийського повіту, Станківська ґміна.
- 1919–1934 — входив до Польської Республіки, Станиславівського воєводства, Стрийського повіту, Станківська ґміна.
  - 1934–1939 — входив до Польської Республіки, Станиславівського воєводства, Стрийського повіту, Братківська ґміна.
- 1939–1941 — входив до Союзу Радянських Соціалістичних Республік,  Української Радянської Соціалістичної Республіки, Дрогобицької області, Стрийського району, Станківської сільської ради.
- 1941–1944 — входив до Німецького Райха, Генерал-губернаторства Польща, Дистрикт Галичина, крайсгауптманшафт Стрий.
- 1944–1959 — входив до СРСР,  УРСР, Дрогобицької області, Стрийського району, Станківської сільської ради.
  - 1959–1991 — входив до СРСР,  УРСР, Львівської області, Стрийського району, Станківської сільської ради.
- 1991 — дотепер перебуває у складі України, Львівської області, Стрийського району, Станківської сільської ради.

### Давня та середньовічна історія
Початки села губляться у сивій давнині. Оскільки найчастіше села виникали над річками, котрі були основою життя, то треба думати, що так само було й у випадку з першими поселеннями на території теперішнього Станкова. Найдавніші і найпереконливіші сліди перебування тут людей — це принагідні окремі знахідки уламків ножів, череп'я, іншого знаряддя для хат і господарств, котрі час від часу станківчани видобувають на поверхню під час земляних робіт.
«Повість минулих літ» називає місцеве населення білими хорватами. А сам наш край «Повість» називає Червоною Руссю.
У 993 році тут встановив свою владу київський князь Володимир Святославич. Достеменно невідомо, чи місцеве населення прийняло хрещення разом з ним, як це було у Києві 988 року. Цілком можливо, що мешканці Прикарпаття були охрещені задовго перед Володимиром, тобто християнство прийшло сюди не з Києва, а із Заходу — з Моравії, звідки почали свою діяльність Кирило і Мефодій.

#### Перша згадка про село

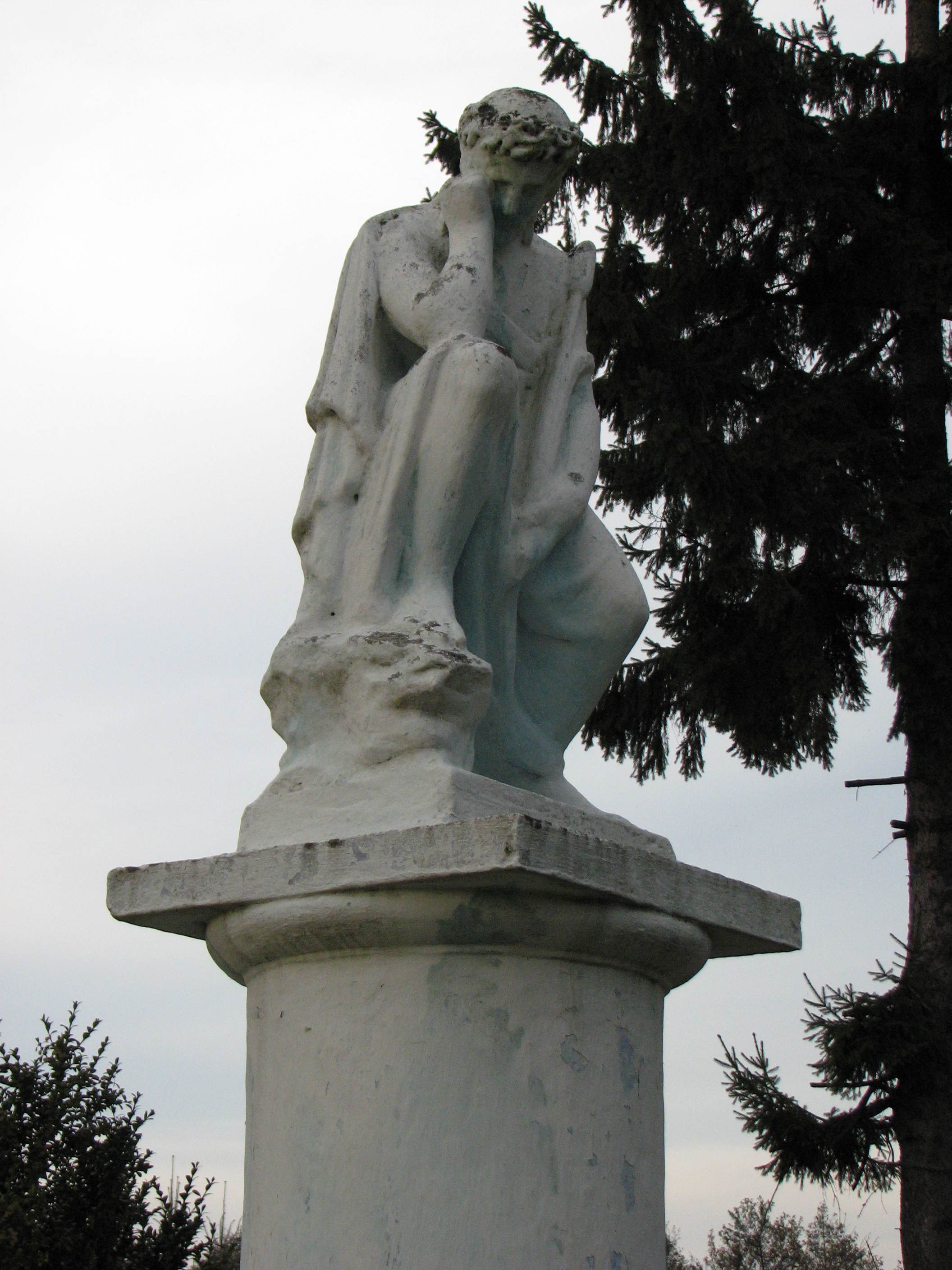
Станків. Фігура Христа Фрасобливого (Зажуреного).

Перша згадка про село датується 1482 роком. Станків тоді був резиденцією з укріпленнями і належав шляхетному Юхнові Нагваздану. Йому належали також прилеглі до Станкова села. З огляду на важливість цієї згадки подаємо повністю текст оригінального історичного документа, котрий зберігається у Центральному державному історичному архіві України у Львові:
"«Шляхетний Юхно Нагваздан, спадкоємець Станкова, зізнав, що він продав навічно свої власні села, які знаходяться у Перемишльській землі в Стрийському повіті, а саме Станьків, Фалиш або Монастир, Довге, Моршин, Нинів (тепер — Долішнє), Вишгород (тепер — Горішнє), Джулин (тепер — Жулин), Нежухів, Стрілків, Лотатники з усіма травами, врожаями, посівами, гібернами, нерухомостями, виноградниками в чотирьох згаданих селах і п'ятий у полях, рогатою і не рогатою худобою, з усіма прибутками, які є у тих селах, з усіма кінськими табунами (стадами), з хатами і укріпленнями в Станькові Славному Рафалові (очевидно — Лещинському) з Ярослава, коронному маршалкові і старості Сандомирському за 4 тисячі угорських флорентів. Юхно також зрікається назавжди всіх вищезазначених прав дідичних і граничних в користь будь-кого з дому маршалка, що він собі з цього судового позову і добився, і сам в цих дідичних означених селах передав і віддалив. Діялося [це] за три дні до Святого Очищення Діви Марії року Божого 1482 (29 січня) в присутності родовитих і шляхетних Миколая Одровонжа зі Спрови, стольника львівського Яна Риботицького, Станіслава Барсі, Станіслава Капустки, Яна Свалявського, Миколая Клочовського та інших гідних віри осіб.»

### Нова історія

Станків на австрійській топокарті 1 : 75 000. Фрагмент карти: Neue Spezialkarte der östereichisch-ungarischen Monarchie und anschließender Gebiete: Zone 9. Kol. XXX: BOLECHÓW. — Wien: K. u. k. Militärgeogr. In-t, 1914.

9 січня 1659 року був складений «Реєстр шкод, завданих польським військом» з якого відомо, що громада Станкова подала скаргу на польське військо до влади у Львові. Відомості про цей реєстр знаходяться у Стрийському краєзнавчому музеї.

Станків на адміністративній карті Королівства Галичина К. Куммерсберґа. Фрагмент карти: Administrativ-Karte von den Königreichen Galizien von Carl Kummersberg: Umgebungen von Drohobycz, Stryi, Skole und Bolechow. — Wien, 1855—1863.

Галичина відійшла до Австрійської імперії. З цими подіями у селі пов'язаний такий спогад: оскільки аграрна реформа австрійської влади викликали сильний спротив польського панства, урядовець Стрийського повіту виїхав до села Станків на віче, де запевняв, що цісар Леопольд II не допустить поляків до Галичини, але представник села заявив урядовцеві, що не треба війська, бо селяни з косами і ціпами самі проженуть ворогів.
У Станкові містився фільварок, або, як його називали селяни, панський дім. Першим паном, згадку про якого доносить народна пам'ять у Станкові, був пан Поструцький (насправді — Пєтруський (пол. Pietruski)). Пана Пєтруського згадують як дуже суворого чоловіка. Достеменно відомо, що у 1822 році фільварок перейшов у володіння Антонія Пєтруського (Antonii Pietruski; *1757 — †31 січня 1843, Станків), а у 1843 році — Костянтина Пєтруського.

#### 1849–1900рр.
Після скасування панщини в 1848 році у Станкові між паном і громадою виникла суперечка щодо двох питань: права користуватися луками для випасу худоби (сучасні станківські і фалиські діброви) і права користуватися лісовими ділянками (Маньове, Запуст, Дубрівка, Камаральне).
Село таки виграло судовий процес проти пана, і кожен мешканець Станкова отримав право збирати у лісі малину, ожину, лісові горіхи, гриби, сухе гілля, вибракуване дерево на паливо — як влітку, так і взимку, а також сухе листя на підстилку худобі, на загату для утеплення хати.
Пан Пєтруський побудував ґуральню. Виробленою там горілкою він споював селян — продаж горілки був головним джерелом доходу для панства. Згодом Пєтруський продав ґуральню іншому панові — власникові табулярного маєтку Лукавиця. Для удосконалення процесу охолодження видобутої горілки було збудовано водостік, звідки сьогодні тече холодна вода у ставки. Мали пани і свою цегельню, але тепер про неї залишилася тільки згадка у документах. Цегельня була при дорозі, на ділянці, котра належала Степанові Огородникові (або, як казали в селі, «багачки Пшеничихи»).
Панський будинок розташовувався там, де нині є церковна резиденція. Біля будинку був величезний сад і стояла висока вежа (у селі її називали «баштою»). Вежу розібрали аж за радянської влади. Влаштовуючи квітники біля контори, навпроти колишнього панського будинку, жінки під час копання знайшли залишки якогось фундаменту.
Панський будинок був доволі розкішний. За будинком стояли стодоли, була велика стайня для коней, де тримали 30 коней, і два корівники для 32 корів. Там, де стояли панські стайні, тепер є пилорама і столярний цех. Внизу навпроти ставків стояли дві менші хати, де жили наймити. Трохи далі розташовувався ще один великий панський сад.

### Новітня історія

#### 1901—1939рр.
У 1900-х роках власником фільварку став князь Юзеф Пузина (27 квітня 1856, Новий Мартинів — 30 березня 1919, Станків). Про нього у селі збереглася добра пам'ять. Новий пан був «прогресивний», бо відзначався лояльністю до селян. Він побудував у селі пам'ятник Богоматері з немовлям на честь скасування панщини 1848 року. У 1915 році Юзеф Пузина дав велику пожертву на відбудову сільської церкви, яка була дуже пошкоджена у Першу світову війну під час австро-російських битв за Галичину. Він також подарував церкві дорогу ікону Пречистої Діви Марії.

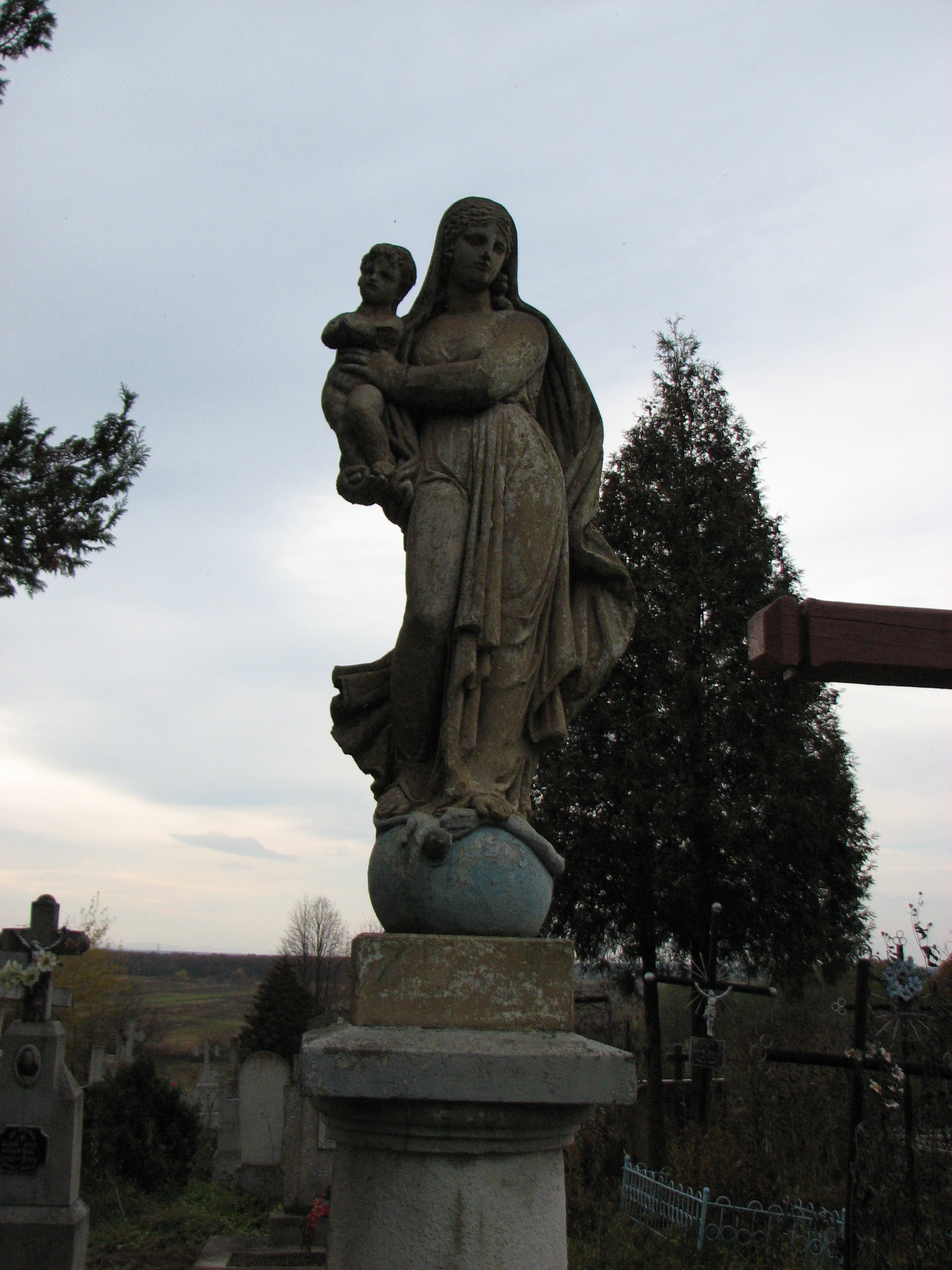
Фігура Богородиці з Дитиною. Встановлена князем Ю. Пузиною в Станкові на честь скасування панщини 1848 р.

Юзефа Пузину село поховало біля церкви — там, де нині є могила Січових Стрільців. Родина пана Пузини побудувала на Стрийському цвинтарі могильний склеп, на якому є напис польською мовою:
Тут спочиває

Юзеф — князь Подільський

Пузина народився 1856 р. — помер 1919 р.

Ректор Університету Львівського

Член Академії Краківської

Власник сіл Станкова, Фалиша, Пили
Князь Юзеф Пузина був знатною й освіченою людиною (професор математики), у 1904—1905 роках він обіймав посаду ректора Львівського університету. Кажуть, що його труну везли на фірі, прибраній килимами і квітами, котру тягнуло четверо волів. Мабуть, такий був звичай — везти знатного покійника до місця вічного спочинку фірою, запряженою чотирма волами, бо так само хоронили потім Єжи Балдвіна-Рамулта (герба Рамултів), зятя Пузини.
У 1919 році власність по князеві Ю. Пузині перейняла його дочка Марія (27 вересня 1892, Львів — 1980, Вроцлав). 14 жовтня 1927 року помер її чоловік Єжи Балдвін-Рамулт (пол. Jerzy Baldwin Ramułt; 14 листопада 1893, Берн, власник землі в Стриганцях, Звір і Кобланська Воля), якого поховали на Станківському цвинтарі. Марія вдруге вийшла заміж за Францішека Сьцібор-Рильського (пол. Franciszek Ścibor-Rylski). Пан Рильський уславився у Станкові тим, що хотів дати лад з річкою Жижавою. Як знаємо, на берегах річки були сіножаті. Але вона часто виходила з берегів, тому нерідко косарі косили сіно, стоячи у воді. Пан Рильський вирішив зарадити тій біді, викопавши стави. Він найняв на роботу багато чоловіків, які у воді копали стави і виносили болото на їх береги. Це була дуже важка праця, на яку йшли здорові і сильні чоловіки. Пан, кажуть, добре платив.
Коли ж стало зрозуміло, що незабаром вибухне війна, пан Рильський узявся продавати багато власності. Він ходив по селу і повторював: «Wszystko zabiorą sowieci» («Все заберуть совіти»). Пан Рильський продавав навіть поле, зване Дубиною. Дуже багато станківчан купили у нього шматки цього поля в кредит, але не встигли заплатити, бо почалася війна. Пан Рильський зрізав і продав з алеї всі дуби, продавав ліс і все, на що знаходив купців.

#### 1945—1991рр.
За радянської влади у панському будинку зробили колгоспну контору. 1960 році розібрали пивниці і місце, де вони були, зрівняли із землею. Розповідають, що в пивницях були великі круглі дерев'яні бочки. У деяких на дні збереглась ще якась рідина — мабуть, горілка. Бочки розсипалися, крім одної, яка довго стояла під конторою колгоспу, наче німий свідок минулого.

#### 1991—2000-і рр.
У 1990-х роках, коли колгосп у Станкові розпустили, панський будинок розібрали, а точніше кажучи, розікрали — працівники колгоспної контори, ланкові, колгоспники. Розікрали всі колгоспні будівлі: два льонопункти, свиноферму, два корівники, склад тощо.

## Політика

### Парламентські вибори, 2019
На позачергових парламентських виборах 2019 року у селі функціонувала окрема виборча дільниця № 461495, розташована у приміщенні будинку культури.
Результати
- зареєстровано 775 виборців, явка 59,23%, найбільше голосів віддано за «Слугу народу» — 25,71%, за партію «Голос» — 25,49%, за «Європейську Солідарність» — 14,38%.[1] В одномандатному окрузі найбільше голосів отримав Андрій Гергерт (Всеукраїнське об'єднання «Свобода») — 22,32%, за Володимира Наконечного (Слуга народу) — 17,29%, за Андрія Кота (самовисування) — 14,00%[2].

## Демографія

### Склад населення
Згідно з Йосифинською метрикою (станом на 6 березня 1788 року) у Станкові проживали власники будинків та земельних угідь: розташованих від старого цвинтаря до млина — священик Стефан Корчинський (номер будинку — № 1), Ян Болобан (Балабан) (№ 2), Ян Віннік (№ 3) Петро Міськович (№ 4), Базьо Попович (№ 5), Андрус Гусак (№ 7), Стас Бліхарж (№ 8), Міхал Морич (№ 9), Микола Морич (№ 19), мельник Іван Трефич (№ 10);
на Четвертинах — теперішня вулиця Басівка (від Ґарбарні до нового цвинтаря, права сторона): Гаврило Дмитречко (№ 6), № 21 — для оренди, Іван Стасішин (№ 13), Андрусь Вороб'юк (№ 14), Гаврило Гусак (№ 15), Андрусиха Балабанка (№ 16), Сень Ференс (Ференц) (№ 18), Стефан Лесів (Стефанків) (№ 17), Юрко Попович (№ 12), Філіпиха Бенюшка (№ 22);
Петро Тивонів (№ 23), Яць Дунець (№ 27), Данило Возний — війт (№ 24), Іван Вороб'юк (№ 25), Микола Дунець (№ 26), Гриньо Рудий (№ 28), Іван Нелапший (Налапший) (№ 29), Іван Ковальчук (№ 30), Петро Коваль (№ 31), вдова Столярка (№ 32), Федь Дмитречко (№ 33), Яцько Балабан (№ 34), Дмитро Лапчак (№ 35), Яць Нелапший (Налапший) (№ 36), Андрус Микитин (№ 37), Яць Микитин (№ 38), Войтко Літвін (Литвин) (№ 39), Ясько Налесник (Налисник) (№ 40), Михайло Нелапший (Налапший) (№ 41), Василько Пастернак (П'ясецький) (№ 42), Михайло Лапчак (№ 43), Василь Оґроднік (Огородник) (№ 44), Яць Малані(й) (№ 45), Іван Оґроднік (Огородник) (№ 46), Стефан Василів (№ 47), Стефан Балабан (№ 48), Гринь Лапчак (№ 49), Федько Лапчак (№ 50), Сень Телячий (№ 51), Іванко Пристай (№ 52), панський двір (№ 53).
Згідно з Францисканською метрикою у Станкові проживали власники будинків та земельних угідь (станом на 20 липня 1820 р.): пан Пєтруський (номер будинку № 1-4);
від старого цвинтаря до млина: священик (№ 6), Федір Балабан (№ 8), Томко Літвін (Литвин) (№ 7), Юрій Бачинський (№ 9), Луць Ференс (Ференц) (№ 5), Стас Міськович (№ 10), Михайло Попович (№ 12), Сень Тхір (№ 11), Михайло Ковальчук (№ 13), Іван Койчак (№ 14), Іван Бліхарж (№ 15), Гаврило Сунак (№ 16);
на Четвертинах — теперішня вулиця Басівка (від Ґарбарні до нового цвинтаря, права сторона): Дмитро Палюк (№ 17), Андрус Вороб'як (№ 19), Петро Гусак (№ 20), Іван Гусак (№ 21), Гаврило Рудий (№ 22), Василь Ференс (Ференц) (№ 23), Лесь Стефан (Стефанків) (№ 24), Андрус Дунець (№ 25), Антон Литвин (№ 26), Яць Окунь (№ 63), Михайло Бенюх (№ 29);
Прокіп Кара (№ 30), Данило Пукас (№ 28), Павло Дунець (№ 27), Ілько Данилів (№ 31), Гнат Пукас (№ 32), Петро Дунець (№ 33), Петро Рудий (№ 34), Стефан Біжак (№ 35), Іван Ковальчук (№ 36), пустка — незаселений будинок (№ 37), Федь Дмитречко (№ 38), Ясько Матусєвич (№ 39), Андрус Балабан (№ 40), Іван Налапший (№ 41), Федь Налапший (№ 42), Павло Дунець (№ 54), Яць Дунець (№ 43), Княжик Іван (№ 44), Яць Налисник (№ 45), Павло Налапший (№ 46), Якоб Пастернак (П'ясецький) (№ 47), Михайло Ільків (№ 48), Іван Оґроднік (Огородник) (№ 49), Гринь Куниця (№ 50), Іван Оґроднік-старий (Огородник) (№ 51), Гринь Оґроднік (Огородник) (№ 18), Гринь Притула (№ 52), Василь Балабан (№ 53), Михайло Купранець (№ 37), Юрій Зелозинський (№ 55), Томаш Ґлуп (№ 56), Федь Тивонів (№ 64).

### Міграція населення
Географія розселення станків'ян охоплює майже всю Україну.
У 1944–1947 роках у Станкові поселилися декілька родин українців-переселенців зі східних районів Польщі: Лемківщини, Надсяння.
У 1970-1980-х роках у Станків переїхали на постійне місце проживання у зв'язку із нестачею у місцевому колгоспі трудових ресурсів, а також будівництвом та відкриттям Станківського тепличного комбінату, декілька десятків вихідців із інших сіл та міст Львівської області (переважно зі Сколівського району).
Також в радянський період внаслідок шлюбів із місцевими жителями в Станкові оселилися та проживають (по 1-4 особи) росіяни, білоруси, молдовани, литовці. Однак вони, як і їхні нащадки від змішаних шлюбів, асимілювалися з місцевими жителями — українцями.
Еміграція зі Станкова розпочалася наприкінці XIX століття. Напрямами еміграції у першій половині XX століття були переважно США та Канада.
У 1945–1991 роках, у радянський період, окрім примусового виселення станків'ян до східних районів СРСР (Сибір, Далекий Схід, Казахстан) у 1940-х роках, вихідці зі Станкова виїжджали на постійне місце проживання до Москви, Краснодарського краю, Тюменської області та інших регіонів РРФСР.
З 1991 року жителі Станкова емігрували до США, Канади, Чехії, Ізраїлю. Проте основна частина емігрантів (особливо з кінця 1990-х — початку 2000-х років) виїхала до Італії, Іспанії та Португалії.

## Мова. Станківська говірка
У сучасному Станкові всі жителі розмовляють українською мовою, для більшості станків'ян вона є рідною. Історія Станкова, довголітнє співіснування предків сучасних жителів Станкова (як і всієї Галичини) з поляками, євреями, німцями суттєво вплинули на їхню українську мову. Разом з тим в радянський період розпочався процес зростання кількості росіянизмів в мові станків'ян, а також поширення російської ненормативної лексики (матюків), який триває досі. У теперішній час, через зміну поколінь, сфера використання молодими станків'янами діалектизмів поступово звужується, натомість поширюється в цьому середовищі молодіжний сленг.
Станківська говірка належить до південно-східного наддністрянського говору (діалекту) на межі із бойківським говором
Розподіл населення за рідною мовою за даними перепису 2001 року:
| Мова            | Кількість | Відсоток |
| --------------- | --------- | -------- |
| українська      | 1217      | 99.19%   |
| російська       | 7         | 0.57%    |
| інші/не вказали | 1         | 0.24%    |
| Усього          | 1227      | 100%     |

## Церква в Станкові

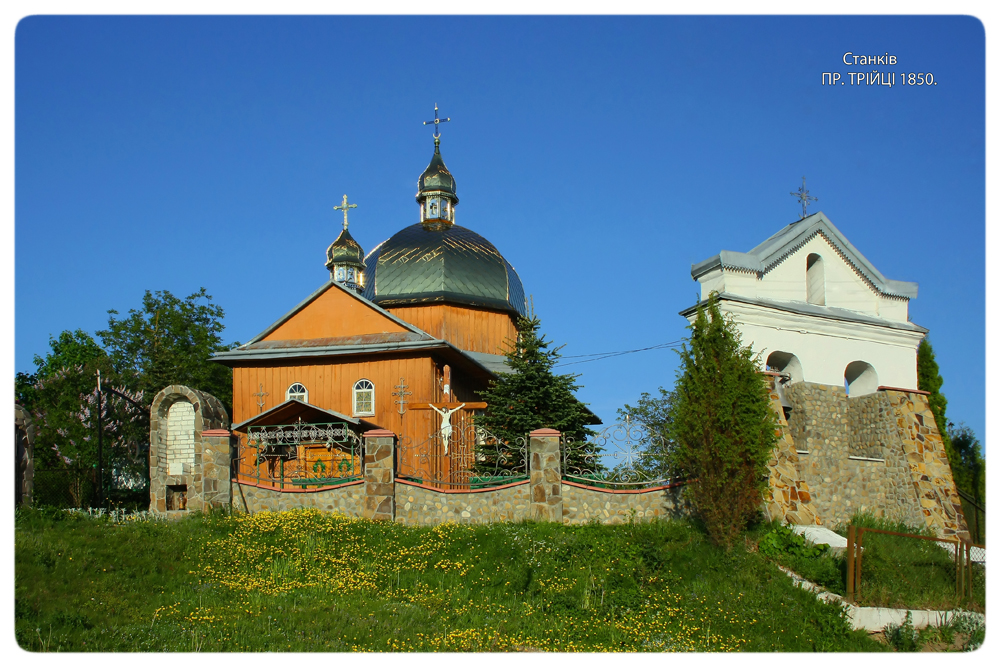
Станків. Церква Св. Трійці

## Школа

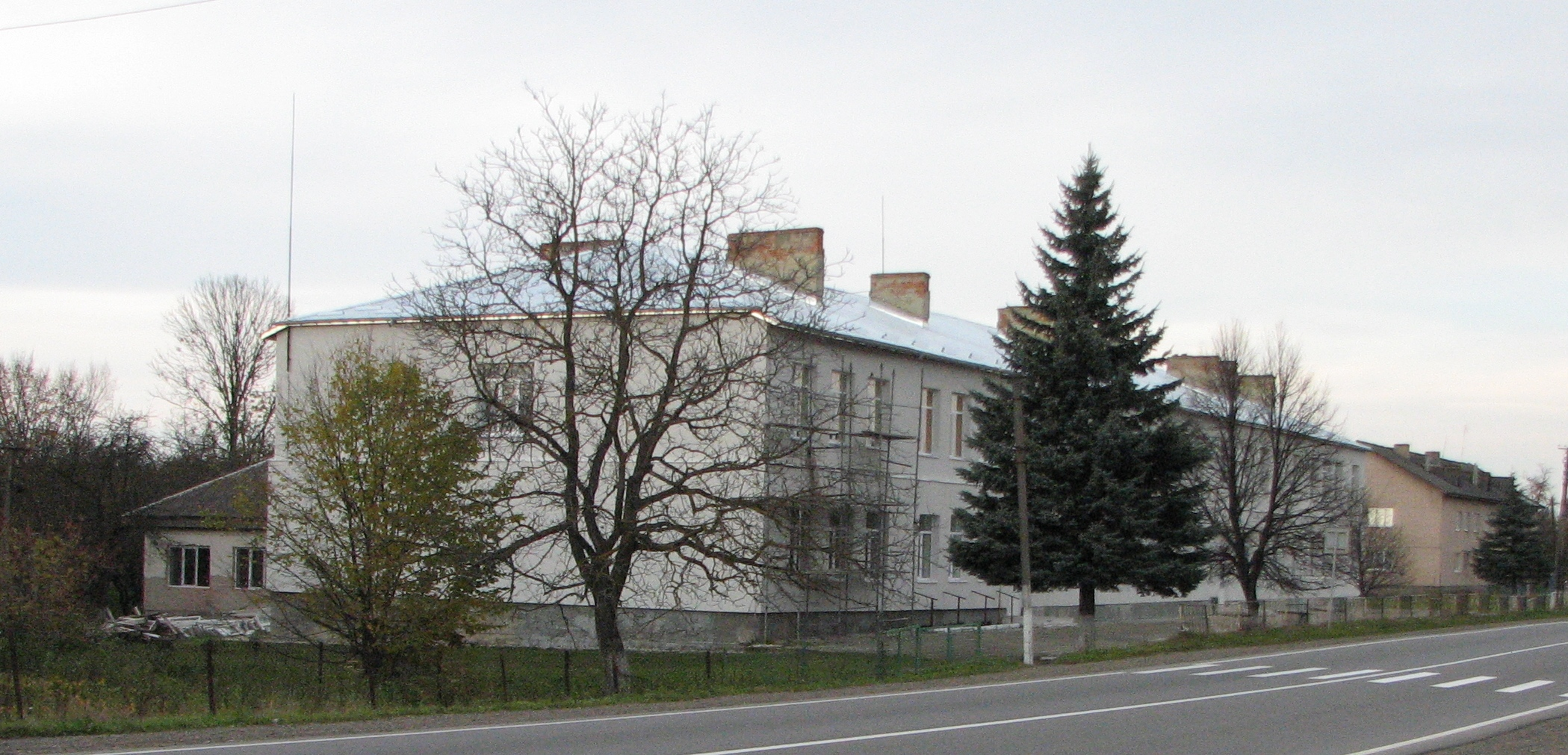
Станківська середня загальноосвітня школа

### Відомі випускники Станківської школи
- Ярослав Грицак — відомий український історик, професор ЛНУ ім. І. Франка, УКУ, директор Інституту історичних досліджень.
- Петро Дмитришин (1907–1940?) — діяч ОУН, журналіст газети «Стрийська Думка».
- Микола Мельник — генерал-лейтенант, радник начальника Головного управління розвідки Міністерства оборони України.
- Богдан Налисник — парох катедрального собору св. Отця Миколая Української греко-католицької церкви та ректор української католицької школи св. Отця Миколая в Чикаго (США).
- Ярослав Налисник — парох церкви Христа-Царя Української греко-католицької церкви, що у місті Бостон (США).
- Уляна Ханас (Пукас) — доцент Ужгородського національного університету.